# Zöld füzike
A zöld füzike vagy sárga füzike (Phylloscopus trochiloides) a madarak osztályának verébalakúak (Passeriformes) rendjébe és a füzikefélék (Phylloscopidae) családjába tartozó faj.

## Rendszerezés
Besorolása vitatott, egyes rendszerezők a Seicercus nembe tartozik Seicercus trochiloides néven.

## Előfordulása
Ausztria, Csehország, Dánia, Észtország, Finnország, Lengyelország, Lettország, Litvánia, Németország, Norvégia, Oroszország, Szlovákia, Svédország, Afganisztán, Azerbajdzsán, Banglades, Fehéroroszország, Bhután, Kambodzsa, Kína, India, Irán, Kazahsztán, Dél-Korea, Észak-Korea, Kuvait, Kirgizisztán, Laosz, Mongólia, Mianmar, Nepál, Pakisztán, Tádzsikisztán, Thaiföld, Törökország, Ukrajna, Üzbegisztán és Vietnám területén honos.
Kóborló példányai eljutnak Bahrein, Belgium, Feröer, Franciaország, Görögország, Hongkong, Írország, Olaszország, Malajzia, Hollandia, Omán, Románia, Spanyolország, az Egyesült Arab Emírségek és az Egyesült Királyság területére is.

P. t. trochiloides
P. t. obscuratus
Phylloscopus plumbeitarsus
P. t. ludlowi
P. t. viridanus

## Alfajai
- Phylloscopus trochiloides viridanus (Blyth, 1843) – költési területe középkelet- és északkelet-Európától közép-Szibériáig, északnyugat-Mongóliáig, északnyugat-Kínáig, télen India, Srí Lanka;
- Phylloscopus trochiloides ludlowi (Whistler, 1931) – költési területe észak-Afganisztán, észak-Pakisztán, észak-India, télen keletközép-India;
- Phylloscopus trochiloides trochiloides (Sundevall, 1837) – költési területe közép- és kelet-Himalája, télen északkelet-India, Banglades, dél-Kína, Mianmar, nyugat- és észak-Thaiföld, észak-Laosz, észak-Vietnám;
- Phylloscopus trochiloides obscuratus (Stresemann, 1929) – költési területe közép-Kína, télen dél-Kína, Mianmar, északnyugat-Thaiföld, észak-Laosz, észak-Vietnám.